# Anglo Irish Bank
Das Unternehmen Anglo Irish Bank Corporation Ltd. (Irisch: Banc Angla-Éireannach) war eine Bank aus Irland, die bis zum Januar 2009 an der Dubliner und Londoner Börse gelistet war. Das Unternehmen hatte seinen Hauptsitz in Dublin und Niederlassungen in Düsseldorf, Österreich, Großbritannien, USA und auf der Isle of Man.

## Geschichte
Die Bank wurde im Jahr 1964 als Dublin City Bank gegründet; 1971 wurde sie an die Börse gebracht. Die Umbenennung in Anglo Irish Bank erfolgte 1986. Da die Anglo Irish Bank zuletzt ein sehr großes Kredit-Portfolio im Hausbau-Bereich (Hauskauf- und Bau-Kredite) hatte, war sie besonders schwer von der Abkühlung des irischen Häusermarktes (eine Immobilienblase platzte) im Jahr 2008 betroffen (Näheres hier).
Die Anglo Irish Bank wurde am 21. Januar 2009 infolge der weltweiten Finanzkrise mit dem Inkrafttreten des sogenannten  Anglo Irish Bank Corporation Act 2009 von der irischen Regierung verstaatlicht.
Um die finanzielle Stabilität der Anglo Irish Bank zu erhalten, hatte die Regierung in Dublin eine Kapitalspritze in Höhe von vier Milliarden Euro vorgesehen und dies am 15. Juni 2009 bei der EU-Kommission beantragt. Am 26. Juni stimmte die EU-Kommission zu, auch weil die Anglo Irish Bank von erheblicher Bedeutung für den irischen Finanzmarkt ist.
Im März 2010 gab die nun verstaatlichte Bank einen Verlust von 12,7 Milliarden Euro für das Geschäftsjahr 2009 bekannt. Kredite im Umfang von 23 Milliarden Euro sollten in die National Asset Management Agency zu einem Abschlag von 43 Prozent übertragen werden. Im September 2010 wurde bekannt, dass die Bank aufgespalten werden soll. Das gesamte Kreditgeschäft sollte einer Bad Bank übertragen werden, während die andere Bank sich nur um das Passivgeschäft kümmern sollte. Als wichtigstes Ziel dieser Maßnahme wurde die Minimierung der Kosten für den irischen Staat genannt.
Für das Geschäftsjahr 2010 musste die Anglo Irish Bank einen Verlust in Höhe von 17,7 Milliarden Euro bekanntgeben, den bisher höchsten Verlust eines irischen Unternehmens überhaupt.

## Auflösung
Am 8. Februar 2011 wurde bekannt, dass Irland die Anglo Irish Bank sowie die Irish Nationwide Building Society Bank abwickeln wird. Die Einlagen der Anglo Irish Bank wurden mit Beschluss des irischen Finanzministeriums am 24. Februar 2011 an die Allied Irish Banks übertragen.
Die Fusion der Anglo Irish Corporation mit der Irish Nationwide Building Society (INBS) wurde im Juli 2011 abgeschlossen, das Unternehmen in Irish Bank Resolution Corporation umbenannt. Die EU-Kommission genehmigte die Abwicklung der fusionierten Restbank, die innerhalb von 10 Jahren beendet werden sollte.
Die staatlichen Garantien für die kontrollierte Auflösung der Anglo-Irish Bank kosteten die irischen Steuerzahler etwa 30 Milliarden €. In Folge der irischen Bankenkrise stieg die Staatsverschuldung Irlands rapide von 25 % des Bruttosozialprodukts im Jahr 2007 auf 118 % im Jahr 2012 an, und Irland musste ein Hilfspaket bei der Europäischen Union und dem Internationalen Währungsfonds beantragen.

## Telefonmitschnitte
Am 24. Juni 2013 veröffentlichte der Irish Independent Mitschnitte interner Telefongespräche der Führungsetage der Anglo Irish Bank von September 2008 im Angesicht der Bankenkrise, in denen sich die Banker über Strategien zur Täuschung von Regierungen sowie Zentralbanken unterhalten und sich über die Abwälzung der Verluste auf die Steuerzahler amüsieren. Im Gespräch unterhalten sich die zwei Banker darüber, dass man das wahre Ausmaß der Probleme der Anglo-Irish Bank verschleiern müsse, um die irische Regierung dazu zu bringen, Steuergelder zur Rettung der Bank einzusetzen:

“The strategy here is you pull them in, you get them to write a big cheque, and they have to support that money […] if they saw the enormity of it up front […] they might say the cost to tax payers is too high […] if it looks big enough to be important, but not too big that it spoils everything, then I think you have a chance.”

„Die Strategie hier ist sie hineinzuziehen, sie dazu zu bringen, einen großen Scheck auszufüllen, und dann müssen sie den Geldfluss aufrecht erhalten […] wenn sie gleich von Anfang an das ungeheure Ausmaß sehen würden mögen sie vielleicht sagen, dass dies zu teuer für die Steuerzahler wird […] wenn es groß genug aussieht, um wichtig zu erscheinen, aber nicht so groß, dass es gleich alles ruiniert, dann denke ich, hat man eine Chance.“

Als im Verlauf das Gespräch darauf kommt, dass diese staatlichen Gelder „zur Überbrückung“ (bridging) dienen sollen, brechen beide Banker spontan in Gelächter aus. In der irischen Öffentlichkeit und darüber hinaus gab es wütende und empörte Reaktionen bei Bekanntwerden der Tonaufnahmen.